# Андреев, Андрей (предприниматель)
Андре́й Андре́ев (полное настоящее имя — Андрей Вагнерович Оганджанянц, арм. Անդրեյ Օհանջանյանց; род. 3 февраля 1974 года, Москва) — российский и английский предприниматель, армянского происхождения, создатель сервиса онлайн знакомств Badoo, а также других интернет-проектов: SpyLOG, Begun и Mamba. Включен в рейтинг богатейших людей мира Forbes — 2018, состояние оценивается в $1,5 млрд.

## Биография
Родился 3 февраля 1974 года в Москве, в семье крупного учёного-физика Вагнера Оганджанянца. По собственному заявлению, с раннего детства проявлял интерес к информационным технологиям, о чём рассказал в 2017 году в интервью газете The Times. Так, по словам Андреева, уже в 10 лет он в одиночку создал радиоэлектронное оборудование, которое позволяло ему общаться с приятелем из соседнего района, не используя телефон.
В 18 лет Андреев покинул Россию, приняв решение получать высшее образование в Валенсии, но местный университет в Валенсии не закончил — со слов Андреева, бросил учёбу. С середины 2005 года Андрей Андреев обосновался в Лондоне.
В немногочисленных интервью бизнесмен упоминает кулинарию, как одно из главных своих увлечений. Так, в мишленовском ресторане Лондона (район Ковент-Гарден) L’Atelier de Joël Robuchon (шеф-повар Joël Robuchon) существует суп, названный «Andrei Style», рецепт которого Андреев разработал сам. Также в ресторане Novikov Restaurant & Bar в Лондонском районе Mayfair, владельцем которого является ресторатор Аркадий Новиков, существует коктейль «Bloody Andrey», названный в честь Андреева.
В ноябре 2019 года Андреев продал контрольный пакет акций MagicLab (дейтинговые сервисы Badoo, Bumble, Chappy и Lumen) группе инвестиционных компаний Blackstone Group. Вся компания была оценена в $3 млрд, а Андреев получил за свой пакет $2,25 млрд. В январе 2020 года была зарегистрирована компания Stereo App, которая занялась следующим проектом предпринимателя — разработкой голосовой социальной сети Stereo.

## Личная жизнь, семья
Личную жизнь Андреев тщательно скрывает. При этом в интервью российскому изданию журнала Elle Russia признается, что он «занят», уточняя лишь, что познакомился с девушкой через общих друзей, а не на Badoo.

## Карьера

### «SpyLOG»
В 1999 году Андреев создал сервис SpyLOG, который помогал веб-мастерам отслеживать посещаемость своих сайтов. Несмотря на то, что к моменту выхода SpyLOG, уже существовали Rambler и Mail.Ru, сервис быстро обрёл популярность. В интервью 2018 года изданию Tatler, Андреев о своём проекте сообщал, что благодаря счетчикам SpyLOG на страницах веб-сайтов можно увидеть: откуда пользователи приходят, на какие страницы переходят, сколько времени проводят за пределами этого сайта, на какие сайты конкурентов заходят, что ищут в поисковых системах, во сколько ложатся спать, во сколько просыпаются.

### «Begun»
В 2002 году Андреев основал сервис контекстной рекламы Begun, которую нередко называли предшественником Google AdWords. Основная доля компании была приобретена российской инвестиционной фирмой ФИНАМ в 2004 году. По сообщениям СМИ в 2008 году компания Google планировала выкупить Begun за 140 млн долларов.

### «Mamba»
Mamba — социальная сеть для знакомств. Была основана в 2004 году и некоторое время была самой популярной в своём сегменте среди российских пользователей — на Mamba зарегистрировалось около 8 млн человек. Небольшая доля Mamba была куплена в 2006 году ФИНАМ и Mail.Ru. По данным исследования App Annie по итогам 2017 года входит в Топ-10 приложений, в которых россияне потратили больше всего денег, в этот же список входит и Badoo.

### «Badoo»
В 2006 году Андреев запустил сервис онлайн знакомств Badoo, который значительно отличался от подобного традиционного сервиса. Андреев планировал предоставить пользователям интернет-площадку не только для романтических знакомств, но и для простого дружеского общения, причём совершенно бесплатно. Изначально Badoo был рассчитан только на Испанию, но получил распространение по всей Европе, захватил Латинскую Америку и, наконец, добрался до России. В 2010 году появилось первое приложение Badoo для смартфонов.
На сегодняшний день[когда?] Badoo считается одним из крупнейших в мире приложений для знакомств — его аудитория составляет более 510 млн человек, оборот — до 150 млн долларов в год, сервис действует на территории более 200 стран мира.
В 2011 году журнал Wired описал Badoo как «массовое явление» в Бразилии, Мексике, Франции, Испании и Италии.
Понятие свайп на сайтах знакомств первым было разработано в Badoo. Так свайп вправо (движение пальцем по экрану вправо) обозначает изъявление симпатии одним пользователем другому. Соответственно свайп влево — отказ от продолжения общения с выбранным пользователем в дальнейшем.
В 2017 году Андреев поделился с корреспондентом «ShortList» своей «сверхзадачей» — предприниматель хочет делать людей счастливыми, именно поэтому создаёт сервисы онлайн знакомств, которые могли бы не только помочь пользователям найти любовь, но и просто приятно провести время.
В 2017 году компания Badoo, наряду с Facebook и Skyscanner, попала в рейтинг 20 лучших компаний Великобритании по версии Glassdoor, как одно из самых комфортных мест работы: бонусы, система поощрений и яркие вечеринки о которых ходят легенды.
В 2017 году Badoo провела полный редизайн — от бренда до интерфейса. Основными задачами было обновить приложение без потери функций, использовать актуальный дизайн, упростить интерфейс и сделать его более понятным, а также сформировать единый язык и стиль, чтобы компанию одинаково воспринимали в любой стране мира. Также был изменен логотип проекта, который «получил единство цветовой гаммы»..
У Badoo существует несколько офисов — в Лондоне, Москве, Остине (Техас).

### «Bumble»
В 2014 году в соавторстве с бывшим вице-президентом по маркетингу компании Tinder Уитни Вульф (Whitney Wolfe), Андреев запустил Bumble — ещё одно приложение для знакомств с феминистическим уклоном, ориентированное на женщин и нацеленное на американский рынок. Вульф в разговоре с The Guardian назвала Андреева своим главным идейным вдохновителем, бизнес-наставником и архитектором проекта.
В январе 2018 года CNBC озвучила информацию о том, что ведутся переговоры о продаже за 1,5 млрд долларов. По данным издания, компания заключила договор о сотрудничестве с американским финансовым холдингом Джей Пи Морган Чейз (JP Morgan Chase) для дальнейшей совместной работы.